# Когда наступает сентябрь
«Когда наступает сентябрь» — советский художественный фильм, поставленный в 1975 году режиссёром Эдмондом Кеосаяном.

## Сюжет
Левон Погосян прилетает из армянского города Аштарак в Москву, чтобы отправить своего внука Левоника в первый класс. Левон очень общительный, легко сходится с людьми, помогает им, что не характерно для большого города, где даже соседи могут не знать друг друга.
Нунэ ревнует мужа, который работает на ткацкой фабрике и участвует в художественной самодеятельности, из-за чего в семье периодически возникают проблемы.
Левон подружился с дедом Кати, которая сидит рядом с Левоником. Родители Кати погибли в геологической экспедиции на Памире, и дед воспитывает Катю один. Николай Николаевич также помогает Левону с проблемами со здоровьем из-за боевых ран. Во время медицинского обследования выясняется, что жить Левону остаётся недолго, но ему об этом не говорят.
Слесарь Гена делает для Левона мангал. Левон и Левоник готовят шашлык на балконе московской высотки. Соседи, увидев дым, вызывают пожарных. Левон зовёт на шашлык всех друзей.
Друзья Левона провожают его в аэропорту.

## В ролях

### В ролях
- Армен Джигарханян — Левон Погосян
- Николай Крючков — Николай Николаевич Иванов, подполковник-фронтовик, дед Кати
- Лаура Геворкян — Нунэ Кондрикова, дочь Левона
- Владимир Ивашов — Владимир Кондриков, муж Нунэ
- Антон Ильин — Левон Кондриков, внук Левона (озвучивает Клара Румянова)
- Наташа Черышова — Катя, внучка Николая Николаевича
- Иван Рыжов — генерал медицины
- Галина Польских — Настасья Васильевна, дворник
- Михаил Метёлкин — Михаил Михайлович, участковый милиционер
- Владимир Носик — Гена, слесарь
- Николай Граббе — Михаил Иванович, рентгенолог
- Эдгар Элбакян — Лаэрт, актёр-неудачник
- Сергей Потикян — пожарный
- Виктор Авдюшко — Евгений Викторович, научный руководитель Нунэ

Актёр Армен Джигарханян сыграл дедушку-пенсионера, будучи в возрасте 39-40 лет. Лаура Геворкян (жена режиссёра Кеосаяна), сыгравшая дочь главного героя, моложе Джигарханяна всего на 4 года

## Съёмочная группа
- Авторы сценария: Константин Исаев, Эдмонд Кеосаян
- Режиссёр-постановщик: Эдмонд Кеосаян
- Главный оператор: Михаил Ардабьевский
- Художник-постановщик: Евгений Серганов
- Художник по костюмам: Ганна Ганевская
- Композитор: Ян Френкель
- Текст песен: Игорь Шаферан

## Награды
- 1976 — IX Всесоюзный кинофестиваль во Фрунзе: Главная премия (поровну с фильмом «Сто дней после детства»).[1]
- 1977 — Международный кинофестиваль (Белград)
  - За лучшую мужскую роль (Армен Джигарханян)[2][3]

В 2011 году в городе Ахтала открыли бронзовую статую актёра Армена Джигарханяна, готовящего шашлык